# Edgar Dueñas
Edgar Esteban Dueñas Peñaflor (ur. 5 marca 1983 w Guadalajarze) – meksykański piłkarz występujący najczęściej na pozycji środkowego obrońcy.

## Kariera klubowa
Dueñas jest wychowankiem akademii piłkarskiej drużyny Deportivo Toluca, jednak w profesjonalnym futbolu zadebiutował jesienią 2002 jako zawodnik drugoligowego CF Cihuatlán. Do pierwszej drużyny Toluki został włączony wiosną 2004 przez trenera Ricardo Ferrettiego. W Primera División de México zadebiutował 18 stycznia 2004 w wygranym 1:0 wyjazdowym spotkaniu z Atlante, rozgrywając na placu gry pełne 90 minut. Podstawowym zawodnikiem Toluki Dueñas został pod koniec sezonu Clausura 2004. Premierową bramkę w swojej karierze zdobył 27 listopada 2004 w przegranym 3:4 ligowym meczu z Atlante. Z drużyną Diablos Rojos wywalczył tytuł mistrza Meksyku w sezonach Apertura 2005, Apertura 2008 i Bicentenario 2010.

## Kariera reprezentacyjna
W seniorskiej reprezentacji Meksyku Dueñas pierwszy mecz rozegrał za kadencji selekcjonera Ricardo Lavolpe, 25 stycznia 2006 w wygranym 2:1 spotkaniu towarzyskim z Norwegią. Ma na swoim koncie zwycięstwo w Złotym Pucharze CONCACAF 2009.